# EGA (Assen)
EGA is een Nederlands historisch merk van een motorfiets
EGA stond voor Eggens Assen.
Jan Eggens bouwde voor het seizoen 1981 een wegracer voor de 125cc-klasse. De motor was geïnspireerd door de Kawasaki KR 250 tandemtwin, maar had iets versprongen cilinders, waardoor de roterende inlaten elkaar konden overlappen. Daarmee was het motorblok slechts 6 cm langer dan een MBA-paralleltwin. De machine zou worden ingezet door Henk van Kessel, die als tegenprestatie voor het frame zou zorgen. Daarvoor verbouwde hij een Bakker-frame. Het polyesterwerk werd verzorgd door Jos Schurgers. 
Men hoopte de machine bij de eerste acht in het wereldkampioenschap wegrace te kunnen rijden, maar van Kessel behaalde als beste resultaat de zesde plaats in de Grand Prix van Duitsland en eindigde als 22e in de eindstand. 
In de jaren hierna bleef Eggens nieuwe motorblokken ontwikkelen, met onderdelen van MBA's en Yamaha's. Hij bereed die machines - die intussen eencilindermotoren hadden - zelf, maar ze werden in 1988 ook ingezet door Hans-Jürgen Hummel. 
- Er was nog een merk met deze naam: zie EGA (Gaggenau).